# Jackie "Nose" D'Amico
John D'Amico, känd som "Jackie Nose" D'Amico, född 24 januari 1937 i Brooklyn i New York, död 27 december 2023, var en New York-gangster som förmodligen var högste boss över familjen Gambino. D'Amico blev under 80-talet nära vän till John Gotti och en fruktad capo som hade hand om ocker, diamanthandel och olaglig spelverksamhet. Efter att ha suttit i fängelse under 90-talet (då Salvatore Gravano vittnat mot maffiafamiljen) återvände D'Amico till Brooklyn och sitt gäng. Enligt FBI var Jackie "Nose" D'Amico Gambino-familjens nuvarande boss.